# Filip Kovljenic
Filip Kovljenic (Coira, 29 settembre 1997) è un giocatore di football americano svizzero che gioca nel ruolo di offensive tackle per gli Helvetic Mercenaries.

## Palmarès
- 4 Swiss Bowl (Calanda Broncos, 2017, 2018, 2019, 2021)
- 1 Herbst Cup A/B (Calanda Broncos, 2020)